# Dubivka, Novhorodka
Dubivka (în ucraineană Дубівка) este un sat în comuna Petrokorbivka din raionul Novhorodka, regiunea Kirovohrad, Ucraina.

## Demografie
Componența lingvistică a localității Dubivka
     Ucraineană (96,48%)
     Belarusă (2,2%)
     Alte limbi (1,32%)
Conform recensământului din 2001, majoritatea populației localității Dubivka era vorbitoare de ucraineană (96,48%), existând în minoritate și vorbitori de belarusă (2,2%).